# Острожский летописец
Острожский летописец (укр. Остро́зький літо́писець:«С кройніки Бельського речі потребнії вибрані») — летопись, конца 1630-х годов на украинском языке. Памятник украинской истории и исторический источник.

## История
Острожский летописец дошёл до нашего времени в единственном известном нам списке под названием «С Кройники Бельского вещи потребнии избранные», обнаруженном академиком М. Н. Тихомировым в рукописной книге музейного собрания Государственного исторического музея в Москве и изданном им в 1951 году под названием Острожский летописец. Это название вполне соответствует содержанию основной части произведения, сосредоточенной на городе Острог и острожских событиях.

## Описание
Летопись занимает период с 1500 до 1636 года. Летопись содержательно делится на две части:
- Первая часть — события до 1598 года включительно — представляет собой изложение вестей Хроники Бельского. В этой части в основном упоминаются события исторического масштаба.

- Вторая часть — занимает период с 1599 до 1636 года. В первой части летописец шел по Бельским, дословно переписывая отдельные места его Хроники. Наравне с общеисторическими событиями, которые он освещает шире, чем в первой части, систематически отмечает местные хозяйственные, общественные, метеорологические и другие явления. В этой части летописи автор много внимания уделяет известиям, касающиеся социальных отношений между различными слоями населения. Особенно его интересуют вопросы, связанные с борьбой православных против унии. Также уделяет внимание лицам из рода князей Острожских.